# Jessica Beard
Jessica Beard (* 8. Januar 1989 in Euclid, Ohio) ist eine US-amerikanische Sprinterin.
Bei den Juniorenweltmeisterschaften 2006 in Peking belegte sie im 400-Meter-Lauf den fünften Rang und siegte mit der 4-mal-400-Meter-Staffel. Bei den Juniorenweltmeisterschaften 2008 in Bydgoszcz gewann sie über 400 Meter die Silbermedaille und schaffte mit der Staffel die Titelverteidigung.
Ihr erster internationaler Einsatz im Erwachsenenbereich kam bei den Weltmeisterschaften 2009 in Berlin. Sie war Mitglied der US-amerikanischen 4-mal-400-Meter-Staffel, die die Goldmedaille gewann. Beard selbst wurde allerdings nur in der Qualifikationsrunde eingesetzt. Im 400-Meter-Lauf erreichte sie in Berlin die Halbfinalrunde.
Jessica Beard startet für die Texas A&M University und studiert dort Psychologie.

## Bestleistungen
- 200 m: 22,81 s, 11. April 2013, Coral Gables
- 400 m: 50,56 s, 13. Juni 2009, Fayetteville